# David McCagg
David Palmer McCagg (Fort Myers Beach, 13 marzo 1958) è un ex nuotatore statunitense.

## Carriera
Specializzato nello stile libero, ha vinto la gara dei 100 metri ai campionati mondiali di Berlino 1978, edizione nella quale ha vinto sia i 4x100m stile libero che i 4x100m misti.

## Palmarès
- Mondiali

Berlino 1978: oro nei 100m stile libero, nella 4x100m stile libero e nella 4x100 misti.
Guayaquil 1982: oro nella 4x100m stile libero.
- Giochi panamericani

San Juan 1979: oro nei 100m stile libero, nella 4x100m stile libero e nella 4x100m misti.